# کریستف پلیسیه (بازیکن فوتبال)
کریستف پلیسیه (انگلیسی: Christophe Pélissier؛ زادهٔ ۵ اکتبر ۱۹۶۵) بازیکن فوتبال اهل فرانسه است.